# Symplocos denticulata
Symplocos denticulata är en tvåhjärtbladig växtart som beskrevs av B. Ståhl. Symplocos denticulata ingår i släktet Symplocos och familjen Symplocaceae. Inga underarter finns listade i Catalogue of Life.